# Otmoor
Otmoor, vagy más elnevezéssel Ot Moor mocsárvidék, időszakosan vízzel borított terület és füves pusztaság Oxfordshire területén, Angliában. A 160 hektáros  terület Oxford és Bicester közt félúton fekszik, mintegy 60 méteres tengerszint feletti magasságban. Otmoor hét városa veszi körül: Beckley, Noke, Oddington, Charlton-on-Otmoor, Fencott, Murcott és Horton-cum-Studley. 
Vízellátását a Ray-folyó biztosította egészen a 19. század elejéig és telente gyakran víz alá került. 1815-ben elhatározták a terület lecsapolását. Ez előnytelen helyzetbe hozta a helyi farmereket, amely az 1829-30 közti Otmoori zavargásokhoz vezetett. 
1920-ban a Brit Királyi Légierő bombázási területnek használta a vidéket. A mocsár egy része napjainkban is katonai lőtérként szolgál.

## Fordítás
Ez a szócikk részben vagy egészben  az   Otmoor című angol Wikipédia-szócikk ezen változatának fordításán alapul.  Az eredeti cikk szerkesztőit annak laptörténete sorolja fel. Ez a jelzés csupán a megfogalmazás eredetét és a szerzői jogokat jelzi, nem szolgál a cikkben szereplő információk forrásmegjelöléseként.